# Mochta mac Murchaid
Mochta mac Murchaid – legendarny król Ulaidu z dynastii Milezjan (linia Ira, syna Mileda) w latach 163-160 p.n.e. Objął tron po swym kuzynie, Cormacu mac Lathi, wnuku Conchobara II Maola („Łysego”), króla Ulaidu.
Informacje o nim czerpiemy ze źródeł średniowiecznych, np. „Rawlinson B 502” z XII w., gdzie zanotowano na jego temat: Mochta m[a]c Murchorad .iii. b[liadna] (faksym. 157). Podano tutaj, małymi literami rzymską cyfrę III, oznaczającą trzyletnie rządy nad Ulaidem z Emain Macha. Jego następcą został kuzyn Enna II mac Daire.